# Лазарчук Іполит Андроникович
Лазарчук Іполит Андроникович (13 (26) серпня 1903, Почаїв (нині  Кременецький район,  Тернопільська область), Почаївська волость, Кременецький повіт, Волинська губернія, Російська імперія — 23 лютого 1979, Київ, СРСР) — український художник кіно, мультиплікатор. Заслужений діяч мистецтв УРСР (1967). Син українського художника Андроника Григоровича Лазарчука.

## Життєпис
Закінчив гімназію та професійно-технічну школу в м. Борзна (нині Чернігівської області).
1919—1924 — художник-декоратор й актор у театрі при Борзнянського районного відділення народної освіти.
1924—1930 навчався у Київському художньому інституті (нині Національна академія образотворчого мистецтва і архітектури), водночас — художник у клубі військового шпиталю.
Співорганізаор української мультиплікації; від 1930 — художник-мультиплікатор, від 1936 — режисер-постановник мультиплікаційних фільмів на Київській кінофабриці художніх фільмів.
Згодом працював на Київській студії хронікальних і навчально-технічних фільмів, режисер-постановник на кіностудії навчальних фільмів.
Учасник Другої світової війни.

## Нагороди
- Орден Червоної Зірки
- Орден Вітчизняної війни
- Орден «Знак Пошани»
- медалі СРСР

## Фільмографія
На Київській кіностудії художніх фільмів:
- «Метод Карташова»
- «Безперервний вугільний потік»
- «Легка врубова машина» (1931)
- «Важка врубова машина»
- «Історія вугілля» (1932)
- «Відбійний молоток»
- «Доменне виробництво» (1933)
- «Штопор» (1934)

Мультиплікаційні фільми:
- «Тук-Тук та його товариш Жук» (1935)
- «Зарозуміле курча» (1936)
- «Лісовий договір» (1937, у співавт.)
- «Папанінці» (1938)
- «Заборонений папуга» (1939)

Режисер-мультиплікатор:
- «Вони бачать знову» (1947)
- «Кругла стеблина» (1947)
- «Оптична пересадка рогівки» (1948)
- «Глаукома», «Тканьова терапія» (1949)
- «Досягнення науки впроваджувати у колгоспне виробництво» (1950)

Створив фільми:
- «Механізація будівництва ставків і водоймищ» (1953)
- «Автоматика і телемеханіка» (1954)
- «Тепловоз ТЕ-2» (1955)
- «Тяглові двигуни електровозу ВЛ-22М» (1956)
- «Електричні схеми електровозу ВЛ-22М» (1958)

З організацією Творчого об'єднання мультиплікаційних кінокартин поставив стрічки:
- «Пригоди Перця» (1960, у співавт.)
- «П'яні вовки» (1962)
- «Золоте яєчко» (1963)
- «Мишко + Машка» (1964)
- «Життя навпіл» (1965)
- «Чому у півня короткі штанці» і «Осколки» (1966, у співавт.) та інші.